# Фи Кассиопеи
Фи Кассиопеи (φ Cassiopeiae, φ Cas) — спектрально-двойная звезда пятой величины (4m.98) в центре созвездия Кассиопеи, обозначенная двадцать первой буквой греческого алфавита (из двадцати четырёх). Несмотря на свою неяркость, φ Кассиопеи относится к очень редкому классу звёзд, являясь ярким сверхгигантам спектрального класса F (F0), а может быть даже и желтым гипергигантом.
Звезда расположена между Рукбахом (дельта Кассиопеи) и двумя Марфаками — локтем — Тета и Мю Кассиопеи. С первого взгляда видно, что звезда лежит прямо на краю рассеянного звёздного скопления NGC 457 (которое также называют «скопление ЕТ» и « скопление Сова»), и давно считается самым ярким его членом (и даже называется NGC 457 NO. 136). Однако, на самом деле это всё не так. Скопление NGC 457 и φ Кассиопеи не связаны друг с другом ни происхождением, ни гравитационно.
С одной стороны, относительное движение между φ Кассиопеи и звездами скопления не являются достаточно одинаковым или различным, чтобы прямо утверждать это. Параллактические измерения, с другой стороны, показывают что скопление находится на расстоянии 7900 световых лет, в то время как звезда лежит на расстоянии 2300 световых лет, что делает её объектом переднего плана. Статистическая погрешность измерений, однако, очень высока, и есть вероятность, что звезда находится существенно дальше: на расстоянии 4500 световых лет и, возможно, даже достигает ближайшей границы скопления. Используя данные параллакса и учитывая величину поглощения межзвездной пылью — 1m,7 можно вычислить абсолютную видимую величину для звезды, которая равна −6,0, что явно не достаточно, чтобы быть ярким сверхгигантом (их абсолютная звёздная величина около −8,5). Только если предложить, что звезда находится на том же расстоянии, что и скопление, только тогда можно получить требуемую яркость. Однако на таком большом расстоянии, светимость была бы 215 000 солнечных, масса — 25 солнечных масс, и возраст всего шесть миллионов лет, что сильно отличается от возраста скопления в 20 миллионов лет, так что это предположение, наверняка, неверное. Если же взять верхний предел расстояния в 4500 световых лет, то можно вычислить, что светимость φ Кассиопеи — 70 000 солнечных, радиус — 0,75 астрономической единицы (сопоставимо с расстоянием от Солнца до Венеры), период вращения — 155 дней (с предполагаемой скоростью вращения 27 км/с), масса — 17 солнечных и возраст — 10 миллионов лет (то есть звезда уже умирает и в её центре уже практически сформировалось инертное гелиевое ядро).
Всё же, решающим доводом в пользу непринадлежности φ Кассиопеи к скоплению NGC 457 является изучение её компаньонов. Фи Кассиопеи B (его видимая величина — 12,3 и он находится на расстоянии 49 угловых секунд) не является спутником φ Кассиопеи A (его собственное движение сильно отличается от главной звезды) и очевидно, он просто лежит на прямой видимости. В то же время спутники C (спектральный класс — B1Ia, видимая величина —7,0, угловое расстояние —134"), D (видимая величина —10,2, угловое расстояние — 179"), и E (видимая величина —10,6 , угловое расстояние — 170") все имеют тоже собственное движение, что и φ Кассиопеи A. Исследования показывают, что все их параметры: цвет, спектральный класс и абсолютная величина согласуются только в том случае, если они лежат на расстоянии в 4500 световых лет. Таким образом, φ Кассиопеи находится на переднем плане между нами и более отдаленным рассеянным скоплением. Компаньоны, вероятно, только лишь родились вместе с φ Кассиопеи A и никогда не были гравитационно связаны с ней. Отделенные расстоянием порядка светового года, они, скорее всего, избегут гравитационного захвата более массивных звёзд. Согласно Вашингтонскому каталогу визуально-двойных звёзд φ Кассиопеи С являектся тройной системой и имеет 2 спутника 10-й величины (светимостью 10m,19 и 10m,63 соответственно), лежащих на угловом расстоянии 40 угловых секунд (41,5" и 42,6" соответственно). Однако, связаны ли они гравитационно, всё-таки точно не известно и они могут быть просто оптически двойными.
Единственное, о чём можно утверждать определённо, φ Кассиопеи A достаточно массивна, чтобы в какой-то момент взорваться как сверхновая.

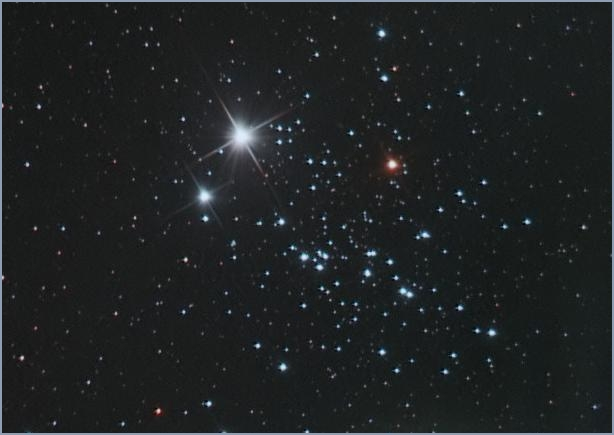
Фи Кассиопеи А — самая яркая звезда (4^{m},99) (чуть выше и левее центра) резко выделяется на фоне более далёких звёзд скопления NGC 457. Вторая по яркости звезда (чуть ниже и левее) φ Кассиопеи С (6^{m},96). Правее этих звёзд находится красный гигант принадлежащий скоплению.